# Farab
Farab fou un districte situat a les dues ribes del riu Iaxartes (Sirdarià), a la desembocadura del riu Aris. La principal població del districte es deia inicialment Kadar (potser Kadir) a l'est del riu, que fou substituïda després per una nova vila anomenada Farab (persa antic Parab, després Barab) com el districte, esmentada per primer cop per al-Mukaddasi, que diu que era una vila fortificada, que va disputar a Kadar la capitalitat del districte fins que la va suplantar. La regió va passar als samànides quan van conquerir Isfidjab vers 839/840 i va quedar com a ciutat fronterera amb els turcs karakhànides que es van fer musulmans vers 960 i van dominar la zona. Farab va agafar llavors el nom d'Otrar o va desaparèixer substituïda per una nova ciutat propera anomenada Otrar.